# Мечеть ар-Рифаи
Мече́ть ар-Рифа́и (араб. مسجد الرفاعي‎, Ма́сджид ар-Рифа́’и) — находится в Каире, столице Египта. Здание расположено около Каирской цитадели напротив мечети султана Хасана, построенной в 1361 году, и было задумано в качестве дополнения к старому архитектурному комплексу, став частью обширной кампании правителей Египта по восстановлению славы ранней истории ислама в стране. Мечеть была построена рядом с двумя большими площадями, от которых отходил ряд бульваров в европейском стиле.

## Строительство
Мечеть ар-Рифаи возводилась в два этапа за период между 1869 и 1912 годом, когда она была окончательно завершена. Заказ исходил от Хошьяр Кадын, матери хедива Исмаила-паши, желавшей расширить и заменить завию, построенную в средневековье над могилой Ахмада ар-Рифаи. Завия была местом паломничества для местных жителей, веривших в то, что гробница имела мистические целебные свойства. Хошьяр Кадын предусмотрела двойное назначение для новой мечети: в качестве дома для суфийских святынь и мавзолея для королевской семьи Египта. Первоначально, архитектором проекта стал Хусейн Фахми Паша аль-Мимар, дальний родственник королевской династии, основанной Мухаммедом Али Египетским в 1803 году. Однако, аль-Мимар умер во время первой фазы строительства, и работы по возведению комплекса были остановлены после того как хедив Исмаил-паша отрекся от престола в 1880 году, а в 1885 году умерла Хошьяр Кадын. Строительство возобновилось в 1905 году по приказу нового хедива Аббаса II Хильми, но теперь уже под руководством венгерского архитектора и главы Комитета по сохранению арабских памятников в Каире Макса Херца.

## Погребения
В центре мечети находится мавзолей с могилой Ахмада ар-Рифаи, кроме того там похоронены суфийские святые Али Аби-Шуббак и Яхья аль-Ансари; члены королевской семьи Египта: Хошьяр Кадын, её сын Исмаил-паша, его сын Фуад I, его сын — последний король Египта Фарук I, отрёкшийся от престола в 1952 году и умерший в изгнании в Риме, его покойная дочь Фериал; члены королевской семьи Ирана: Реза-шах и его сын Мохаммед Реза Пехлеви, скончавшиеся в изгнании в Йоханнесбурге и Каире соответственно.
- Надгробие могилы Исмаила-паши.
- Надгробие могилы Фуада I.
- Надгробие могилы Фарука I.
- Надгробие могилы Мохаммеда Резы Пехлеви.